# Ligeria rostrata
Ligeria rostrata là một loài ruồi trong họ Tachinidae.